# Olena Tsyhytsia
Olena Leonidivna Tsyhytsia (ukrainska: Цигиця Олена Леонідівна), född den 8 april 1975 i Kryvyj Rih (då Ukrainska SSR i Sovjetunionen), är en ukrainsk handbollsspelare.
Hon ingick i det ukrainska lag som tog OS-brons i damernas turnering, i samband med de olympiska handbollstävlingarna 2004 i Aten.